# チェンバード・ケアン

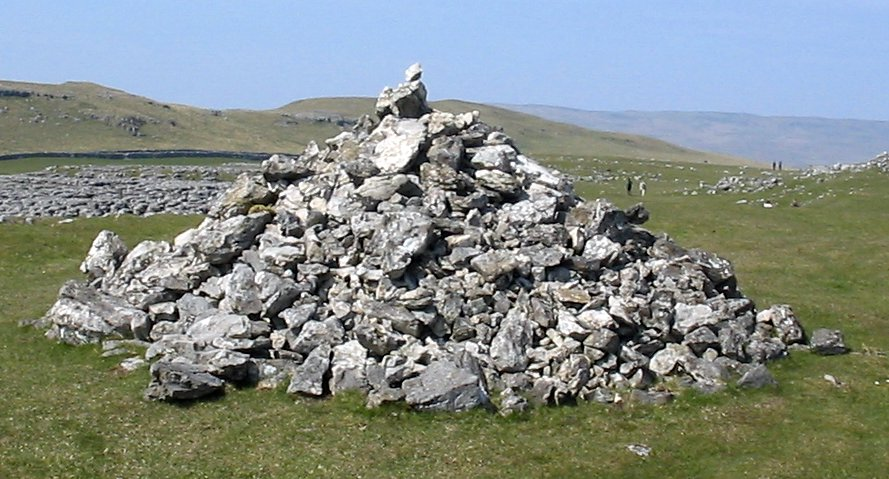
ゴルデールの谷の北にある代表的なチェンバード・ケアン

チェンバード・ケアン、チャンバード・ケアン（Chambered cairn）は新石器時代に構築された、埋葬用のモニュメントである。
丘状のケアンであり、内部には大きな石部屋がある。
さらに、いくつかのチェンバード・ケアンは羨道墳でもある。